# Convent de les Serves de Jesús
El Convent de les Serves de Jesús és una obra historicista de Tortosa protegida com a Bé Cultural d'Interès Local.

## Descripció
Edifici cantoner de planta baixa i dues elevades, acull una església amb accés directe des del carrer Cervantes i les dependències de la comunitat religiosa amb pati-jardí tancat a posteriori. Presenta dues façanes amb xamfrà intermedi, amb composició de buits en tres franges horitzontals sobre parament pla i ordenats en eixos verticals. La majoria dels buits presenten trencaaigües i predominen els arcs apuntats. Edifici rematat per cornisa i coberta formant tremujals. L'accés a l'església està singularitzat i rematat per espadanya amb dos buits i dos petits pinacles laterals. El parament és arrebossat amb socolada de pedra. L'interior de la capella és d'una sola nau amb absis poligonal, d'estil neogòtic amb columnes adossades trilobades; arcada apuntada rebaixada i volta d'eresta, estrellada, amb fornícules laterals ornades amb fronda i magolla.

## Història
Projecte datat a Santander, al Setembre del 1904, per l'arquitecte Joaquín de Rucoba. La presència de la comunitat de monges de les Serves de Jesús a Tortosa s'inicià el 5 de juny de 1896, quan les sis monges que van fundar la comunitat van ser rebudes a l'estació de tren pel bisbe Pere Rocamora i Garcia, el Capítol de la Catedral, l'Ajuntament i un nombre important de ciutadans. La seva presència es va allargar durant 122 anys, fins l'estiu del 2018, quan el convent va haver de tancar per manca de relleu generacional. Actualment l'edifici és una residència d'estudiants.